# 李楓 (清朝)
李枫，广东番禺（今广东广州）人，是一名清朝政治人物。监生出身。
李枫曾于1810年接替杜昭任青浦县知县一职，1811年由李廷芊接任。